# Lacol
Lacol és una cooperativa d'arquitectes fundada l'any 2009 a Barcelona, per un grup d'estudiants d'arquitectura de l'Escola Tècnica Superior d'Arquitectura de Barcelona (ETSAB-UPC)

## Metodologia
Lacol treballa l'arquitectura des d'una perspectiva més social i com a eina d'una respectiva transformació, sempre tenint present un sistema de treball horitzontal, just i solidari. Per altra banda, creu que és possible una transformació de la ciutat a partir de la participació ciutadana.
El treball de Lacol abraça arquitectura, urbanisme, polítiques d'habitatge, processos participatius, exposicions, edició i docència.Després de deu anys d'experiència, s'ha consolidat una metodologia pròpia, desdibuixant els límits de cada una d'aquestes disciplines per a definir una visió transversal i participativa dels projectes. Des de 2016, Lacol és cofundadora de La Dinamo, fundació per a la promoció de l'habitatge cooperatiu a Catalunya.

## Exposicions
- ‘Piso Piloto’ al CCCB a Barcelona (2015), Medellín (2016) i Ciutat de Mèxic (2017)
- Pavelló Català de la Bienal de Venècia (2016)
- Pavelló de Barcelona - Bienal de Buenos Aires (2017)
- Together! The New Architecture of the Collective’ inaugurada al Museum Vitra (Weil am Rhein, Alemanya), també exposada al CID-Centre d’Innovation et de Design, Hornu (Bèlgica), Museum Leipzig (Alemanya) (2016-2019)
- ‘Import WB_Export BCN Re-activate the city’ inaugurada a ULB Brussels el 2018
- Timber rising’, Roca Gallery Barcelona el 2019.
- Pavelló de l'Arsenal de la Biennal de Venècia (2021)

## Publicacions
- ‘Habitar en comunidad’, Ediciones de la Catarata, Juny 2018
- ‘Construir en col·lectiu’, Pol·len Edicions, Novembre 2018 (també en espanyol: ‘Construir en colectivo’, i anglès: ‘Building collectively’).

## Premis
- Premi Moira Gemmill dels W Awards
- Menció d’honor del Premi Internacional d’Arquitectura Sostenible Fassa Bartolo
- Premi Zumtobel Group Award
- Menció especial al Premi Europeu d’Arquitectura Matilde Baffa Ugo Rivolta
- Guardó en la 3a edició de la Mostra d’Arquitectura Catalana de Barcelona
- Premi AJAC per al procés de La Model – categoria processos participatius
- Finalista als Début Award de la Triennal d'Arquitectura de Lisboa
- Premi d’Arquitectura de la Ciutat de Barcelona
- Premi Obra Construïda en arquitectura del BBConstrumat
- Accèssit dels premis Bonaplata per un estudi sobre el passat i el patrimoni fabril de Vilassar de Mar
- Premi AJAC pel projecte de cooperativa d’habitatge “Coop de falç” – categoria Obra Nova/ Rehabilitació no construïda
- Premi d’Arquitectura Emergent Mies van der Rohe (2022) pel seu projecte ‘La Borda’, habitatge cooperatiu situat a Barcelona.[1]

## Projectes
Han estat involucrats en diversos projectes veïnals del barri de Sants, com és la recuperació de Can Batlló o de l'antiga cooperativa La Lleialtat Santsenca. També són els responsables del projecte arquitectònic de la cooperativa d'habitatges en cessió d'ús La Borda. Aquest edifici els va fer merèixer el Premi Ciutat de Barcelona de 2018 en la categoria d'arquitectura i urbanisme.